# Sclerocactus pubispinus
Sclerocactus pubispinus ist eine Pflanzenart der Gattung Sclerocactus in der Familie der Kakteengewächse (Cactaceae). Das Artepitheton pubispinus bezieht sich auf die pubescente Bedornung im juvenilen Stadium. Englische Trivialnamen sind „Great Basin Eagle-Claw Cactus“ und „Great Basin Fishhook Cactus“.

## Beschreibung
Der kugelförmige bis zylindrisch wachsende Sclerocactus pubispinus wird 8 bis 10 cm lang und 4 bis 7 cm breit. Er hat zwei bis fünf gehakte Zentraldornen und acht bis zehn Randdornen.
Die gelben, selten rosafarbenen, trichterförmigen Blüten sind 2 bis 5 Zentimeter lang und breit. Im Gegensatz dazu blüht der nahe verwandte Sclerocactus spinosior rosafarben und die Blüten sind röhrenförmig. Die Blütezeit ist im April bis Ende Mai.

## Verbreitung
Sclerocactus pubispinus ist in der Great-Basin-Wüste im Grenzgebiet von Nevada und Utah in Höhenlagen zwischen 1400 und 2100 Metern verbreitet. Er wächst auf Kalksteinboden auf flachen Hügeln in der typischen Sagebrush-Wüste im offenen „Juniper-Pinyon-Waldland“. Vergesellschaftet ist die Art mit Pediocactus simpsonii, Micropuntia-Arten, Escobaria vivipara subsp. arizonica, Echinocereus engelmannii var. chrysanthus, Yucca harrimaniae und verschiedenen Opuntia-Arten.

## Systematik
Die Erstbeschreibung durch den amerikanischen Botaniker George Engelmann unter dem Namen Echinocactus pubispinus ist 1863 veröffentlicht worden. Der amerikanische Botaniker Lyman Benson stellte die Art in die Gattung Sclerocactus unter dem heute gültigen Artnamen Sclerocactus pubispinus. Die Beschreibung wurde 1966 veröffentlicht. Weitere Synonyme für die Art sind Pediocactus pubispinus G. Arp (1966) und Sclerocactus pubispinur var. spinosior Welsh et al. (1987). Die Art Sclerocactus pubispinus wird innerhalb der Gattung Sclerocactus in die Sektion Sclerocactus gestellt.

## Gefährdung
Sclerocactus pubispinus ist gefährdet und in Anhang I des Washingtoner Artenschutzabkommens zum Schutz gefährdeter Arten aufgenommen. In der Roten Liste gefährdeter Arten der IUCN wird die Art als „Least Concern (LC)“, d. h. als nicht gefährdet geführt.

## Bilder
Sclerocactus pubispinus:

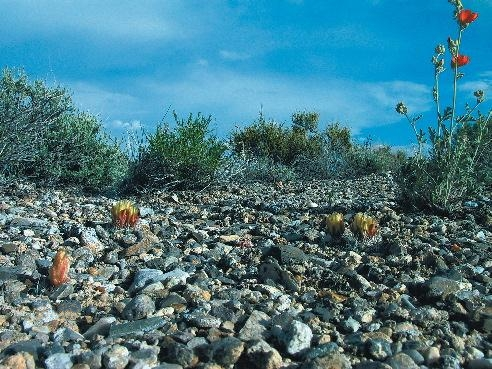
Ende April in Nevada.
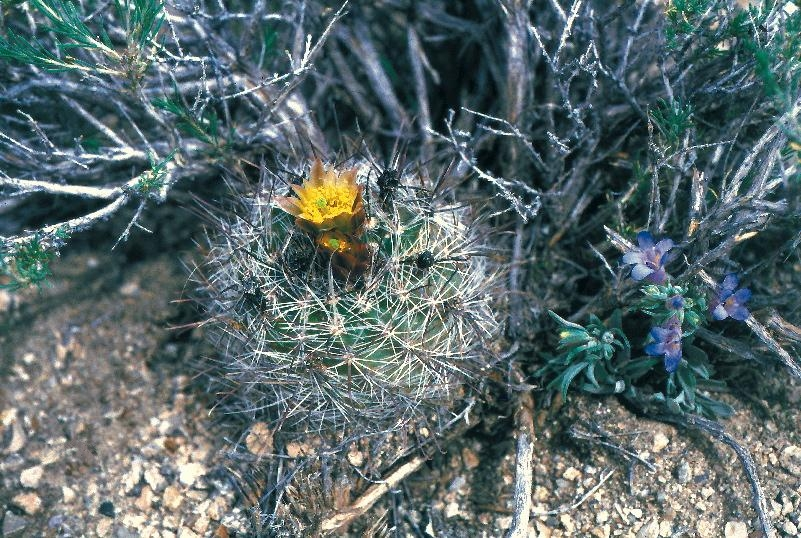
Adultes Exemplar von in Utah.
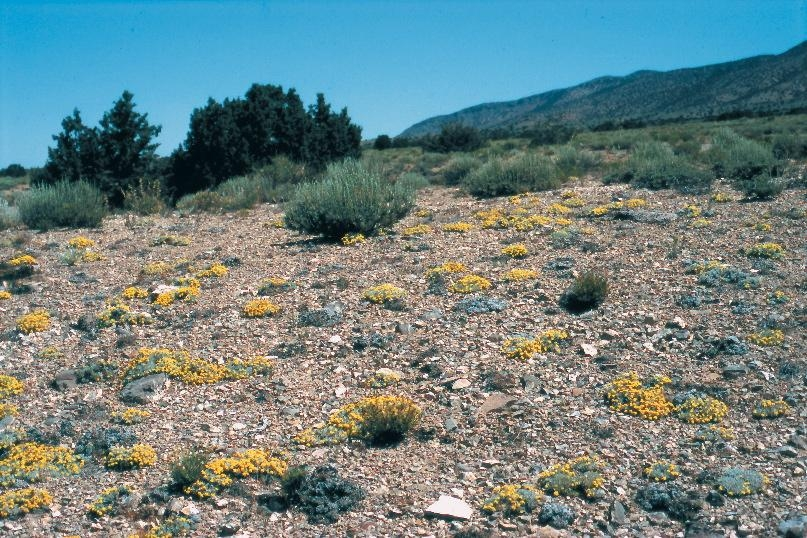
Naturstandort von in Utah.
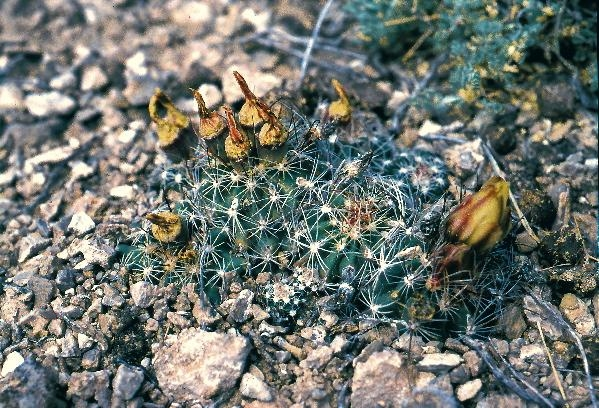
Auf typischem Kalksteinboden in Nevada.